# 永興號巡邏艦
永興號巡邏艦是一艘美國海軍PCE-842級巡邏艦，1943年9月加入美國海軍服役，編號為PCE-869。1946年7月，该舰加入中华民国海军，改名為永興艦，1949年9月1日再改名為維源艦。排水量900吨，舰员编制110人。装有76毫米高平两用炮1门，40毫米炮3門，20毫米機砲6門。

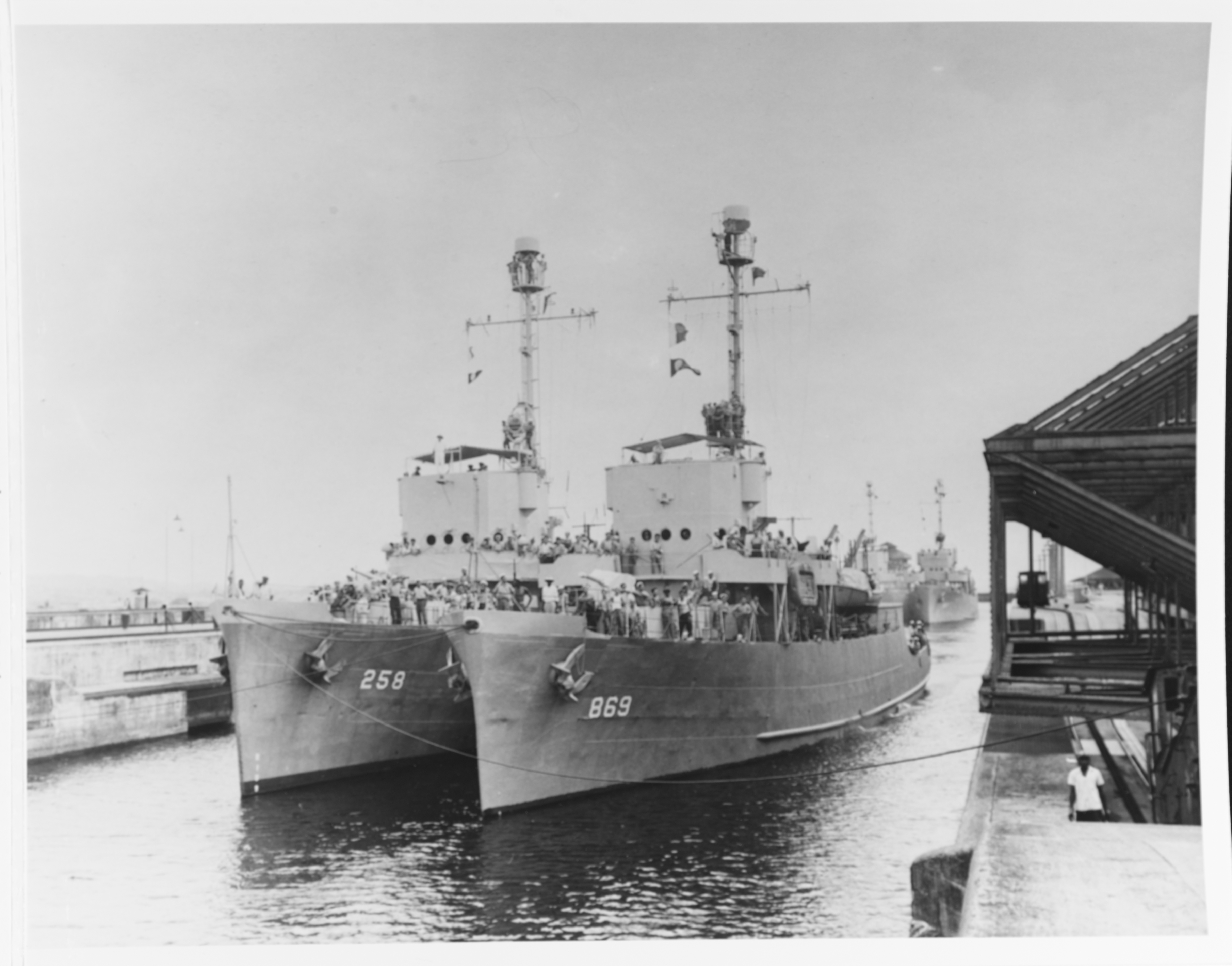
永興艦於1946年通過巴拿馬運河前往中國

## 艦歷
1946年10月曾由林遵、姚汝钰率领，同太平艦、中建艦、中業艦3艦，首次前往南海的西沙、南沙群岛。永兴岛即以本艦命名。
1947年，陸維源就任本艦艦長。本艦編入海防第一艦隊，於1947年2月至1948年2月間本艦以廣州為母港, 與舞鳳軍艦及砲六、砲七等砲艇隊，參與廣東、廣西及海南一帶之剿共。其中1947年7月25日時，永興軍艦率砲艦於大亞灣剿共，捕獲共軍機帆船12艘，擊斃共軍8名，並擄獲槍枝若干。
1949年，因應國軍於徐蚌會戰失利，4月底，本艦奉命从上海吴淞口出发，擔任江陰一帶防務，陸維源艦長任江陰區海軍指揮官。中共上海局策反委员会工作人员林城策动航海官陈万邦（马尾海军学校第12届航海班）、军需官朱纪纲为首，在舰上组织医官、一个枪炮中士、一个轮机下士、两个电讯兵和两三个枪炮兵，酝酿投共。5月1日，航行至江苏省太仓县测河口外的白茆沙时，陈万邦指挥叛變人员突然行动。他们很快控制了指挥台、驾驶房、电讯室、前后轮机舱，并将其余官兵集中到舰尾舱临时拘禁起来。期間叛匪挾持陸維源艦長向全艦廣播，卻遭其破口大罵，并呼喊其他官兵反对投共，被當場擊斃。官兵聽到艦長遇害，群情激憤，開始反擊叛匪，隨後占领了舰尾的40毫米機炮，砍掉炮位的护架挡板向艦橋扫射，帶頭的叛徒当场死亡。陈万邦负伤后跳入江中，想泅水游向江北，但被官兵們用冲锋枪射死。剩餘的三名叛變电讯兵反鎖在舰上电讯室里。本艦回到吳淞口，找來上海警方協助，在艙壁鑽洞灌入瓦斯，將剩餘叛徒毒死。至此艦上叛徒投共失敗。
1949年9月1日，本艦改名為維源艦，以紀念前艦長陸維源中校平亂殉職，編號改為PCE-42。
1958年8月23日，本艦擔任海軍62特遺部隊南區巡邏支隊旗艦，參與823砲戰。同年9月2日，護航美堅號登陸艦向金門運補，參與九二海戰。
1964年3月至5月間，為了在東沙島建造機埸，海軍62特遣部隊將維源、美珍、美頌3艦編成62.9特遣支隊，維源為旗艦，後勤艦隊司令錢懷源少將兼任支隊長，執行「淡江二號計畫」，運輸建造機埸的材料。
1965年海軍將護航巡邏艦及掃雷艦加以分別隸屬不同艦隊，因而將舷號改為PCE-68，於1972年除役。